# Lago Cedar
O Lago Cedar é um lago localizada a norte do lago Winnipegosis e a oeste do lago Winnipeg, na província de Manitoba, Canadá.

## Geografia
Este lago possui uma área de 1.353 km², tornando-o o 86º maior lago do mundo, apresenta uma forma bastante irregular e faz parte dos três grandes lagos dos territórios de Manitoba Central: O lago Winnipeg, o maior, localizado a leste, o lago Winnipegosis a noroeste e o lago Manitoba a sudoeste. Todos estes lagos estão localizados sobre a base da formação de um lago de formação glaciar, o lago Agassiz.
O lago Cedaré inteiramente separado do Lago Winnipegosis, localizado no sul, por uma estreita faixa de terra que varia entre os 5 e os 10 km de largura e cerca de 50 km de extensão. 
Esta formação que separa os dois lagos, está ligada, no extremo sudeste, com o Lago Winnipeg, com uma pequena secção do rio Saskatchewan de cerca de 8 km, que antigamente foi uma área de rápidos que já posteriormente foi inundada pela construção de uma barragem destinada à produção de electricidade. Esta barragem, que detém o nome do local (Barragem de Grand Rapids), controla o nível de água do lago Cedar. 
Do ponto de vista geográfico o lago Cedar pode ser visto como um alargamento do rio Saskatchewan, que o alimenta.
A extensão original do lago aumentou com a construção da barragem hidroelétrica de Grand Rapids, construída entre 1961 e 1964 e com uma barragem de terra e 25,6 km de comprimento que conjuntamente elevaram o nível do lago em 3,65 m, e deram origem ao reservatório existente. A drenagem média anual do lago ronda os 688 m³ /s. 
A cidade de Grand Rapids, com 336 habitantes no ano de 2006, e o povoado de Easterville, com origem nos povos das Primeiras Nações, com 80 pessoas também no ano de 2006, estão muito perto das margens do lago.
O lago é conhecido por ter fósseis pré-históricos de âmbar do Cretáceo muito bem conservados. Este tipo de âmbar, chamado Chemawinit, como uma tribo indígena, que vive nesta área e também em Cedarit. Este âmbar contém muitas inclusões orgânicas. Até à data (2012), estas inclusões não foram completamente investigadas.

## História
No século XVIII, existiu perto de Grand Rapids, actualmente área inundada, o Forte Bourbon, uma fortaleza francesa dos territórios da então denominada Nova França.